# Hrabstwo Smith (Teksas)

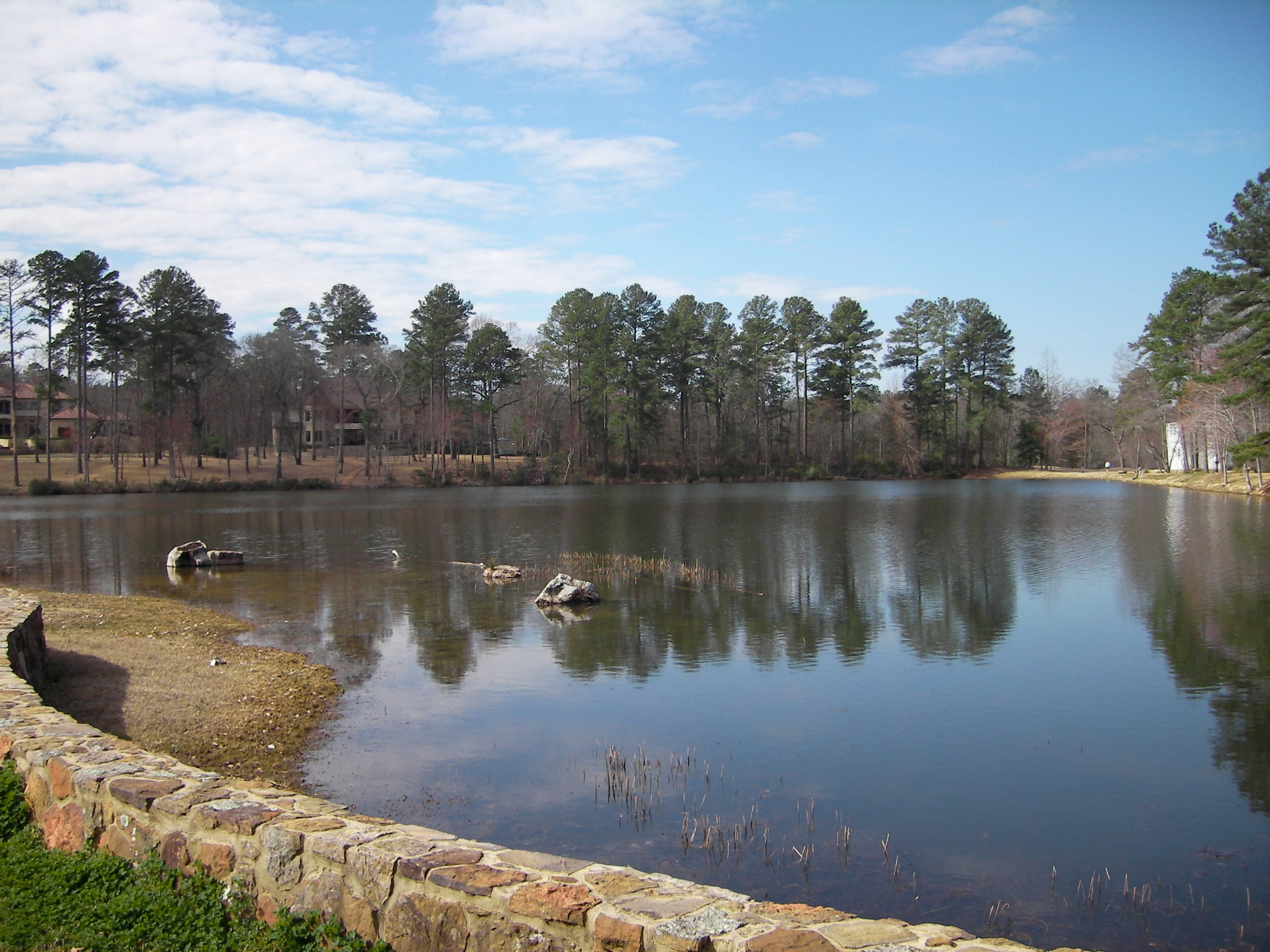
Jezioro w Tyler

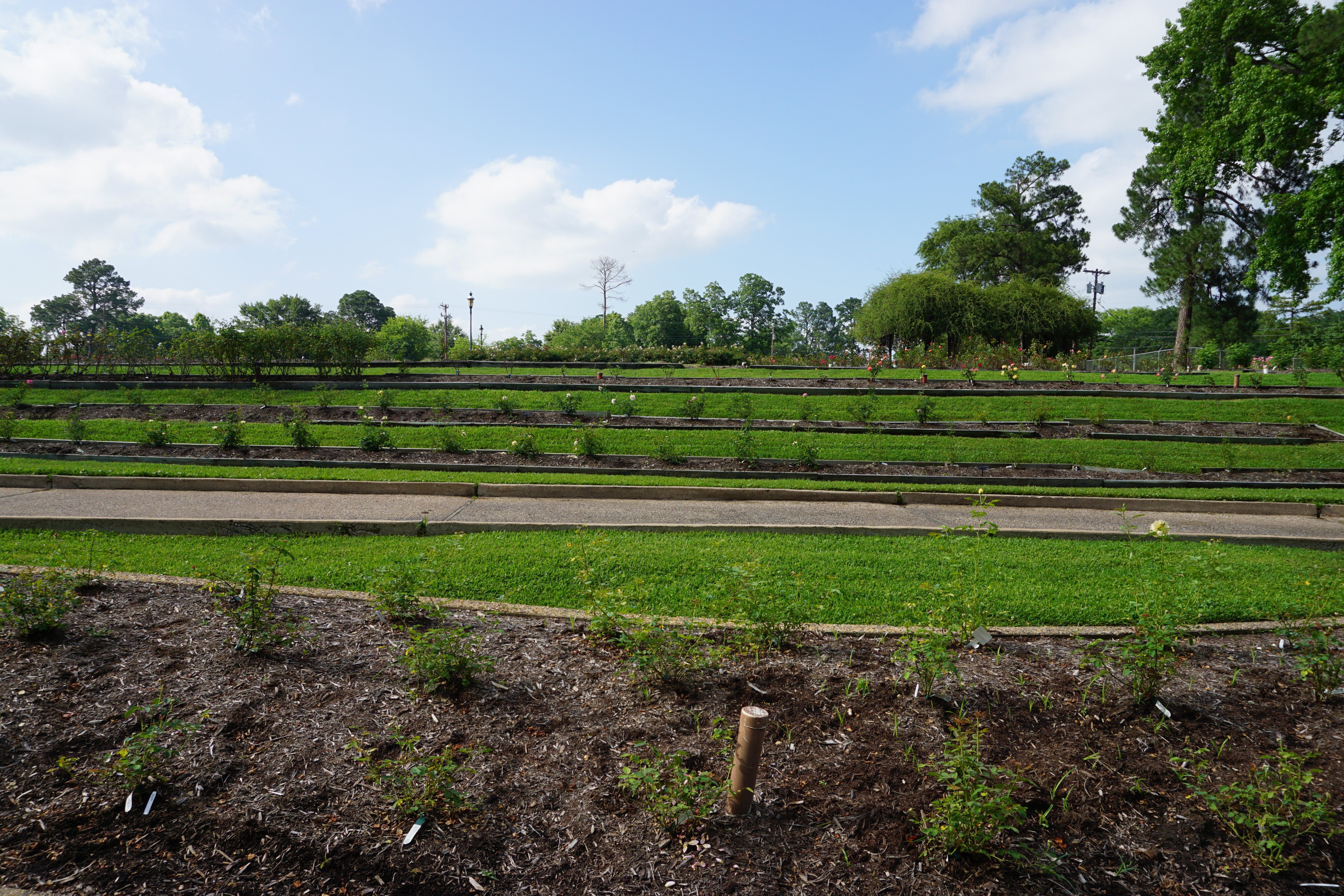
Ogród różany w Tyler

Hrabstwo Smith – hrabstwo położone w USA w stanie Teksas. Siedzibą hrabstwa jest miasto Tyler. Według spisu z 2020 roku populacja wzrosła do 233,5 tys. mieszkańców.

## Gospodarka
Najpopularniejsze sektory zatrudnienia dla mieszkańców hrabstwa Smith w 2020 roku, to: opieka zdrowotna i pomoc społeczna (19 655 osób), handel detaliczny (12 814 osób) i usługi edukacyjne (9 641 osób). 45% areału hrabstwa to obszary pasterskie, 26% leśne i 24% to uprawy.
- hodowla koni (8. miejsce w stanie), kóz, trzody chlewnej, drobiu i bydła[3]
- szkółkarstwo (9. miejsce) – w tym największe plantacje róż w kraju[3][4]
- uprawa orzechów pekan[3]
- wydobycie ropy naftowej i gazu ziemnego[5]
- produkcja siana (34. miejsce)[3]
- akwakultura[3].

## Geografia
Hrabstwo ma powierzchnię 2500 km², w tym 73 km² (3,0%) to tereny zalane przez wodę. Północną granicę hrabstwa wyznacza rzeka Sabine i część wschodniej granicy rzeka Neches, wraz z Jeziorem Palestine.

## Miasta
- Arp
- Hideaway
- Lindale
- New Chapel Hill
- Noonday
- Tyler
- Whitehouse
- Winona

## CDP
- Emerald Bay

## Sąsiednie hrabstwa
- Hrabstwo Wood (północ)
- Hrabstwo Upshur (północny wschód)
- Hrabstwo Gregg (wschód)
- Hrabstwo Rusk (południowy wschód)
- Hrabstwo Cherokee (południe)
- Hrabstwo Henderson (południowy zachód)
- Hrabstwo Van Zandt (północny zachód)

## Demografia

Piramida wieku hrabstwa

Według danych za lata 2014–2019 w hrabstwie 76,8% mieszkańców stanowiła ludność biała (59,7% nie licząc Latynosów), 17,5% to byli czarnoskórzy Amerykanie lub Afroamerykanie, 1,8% miało rasę mieszaną, 1,7% to byli Azjaci, 0,3% to rdzenna ludność Ameryki i 0,09% pochodziło z wysp Pacyfiku. Latynosi stanowili 19,5% ludności hrabstwa.
Poza osobami pochodzenia afroamerykańskiego do największych grup należały osoby pochodzenia meksykańskiego (17,5%), „amerykańskiego” (17,2%), niemieckiego (8,7%), angielskiego (8,0%), irlandzkiego (7,7%) i szkockiego lub szkocko–irlandzkiego (2,9%).

## Religia

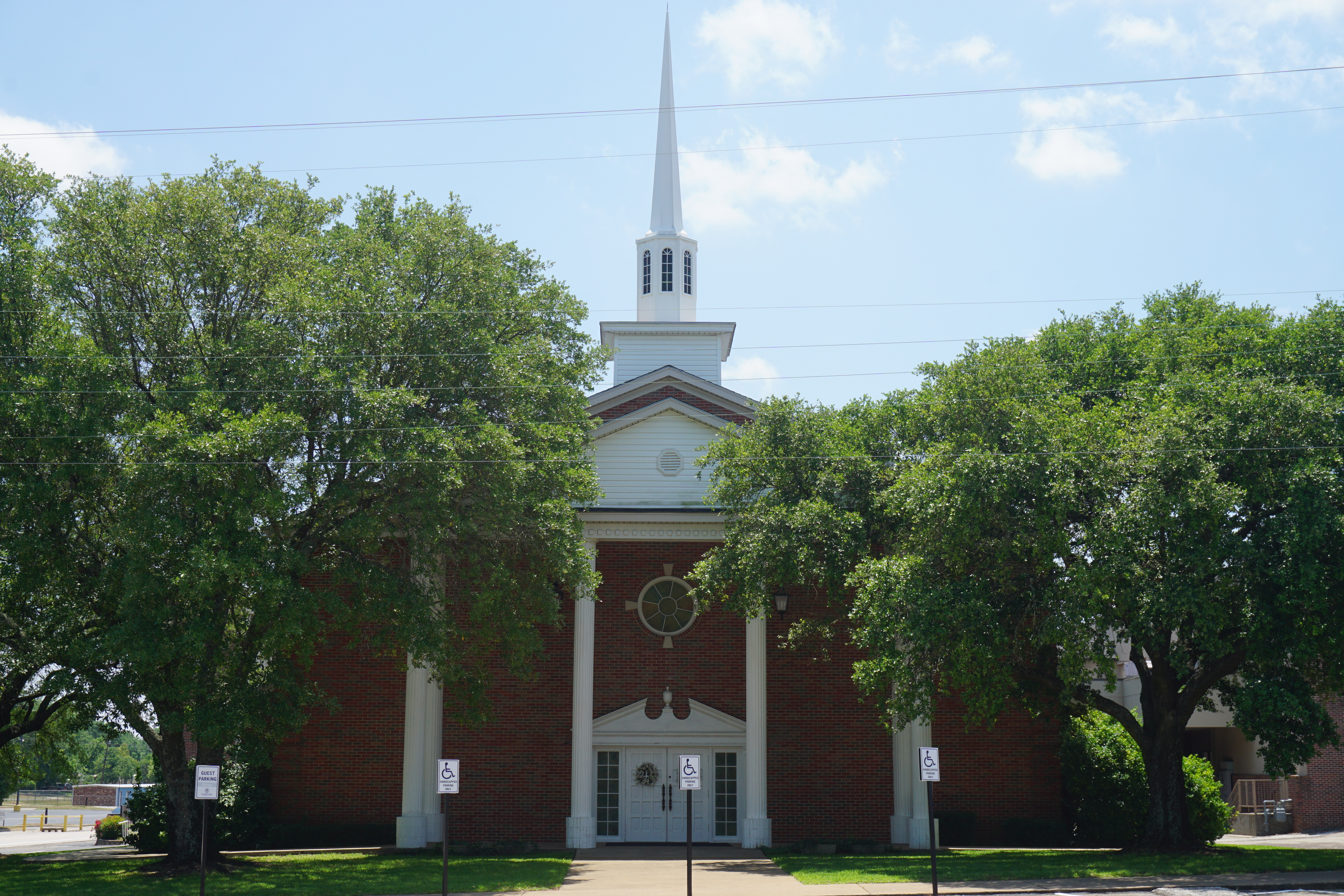
Pierwszy Kościół Baptystów w Lindale.

W 2020 roku większość mieszkańców hrabstwa było protestantami, a wśród nich przeważali: baptyści (ponad 26%), bezdenominacyjni (9,8%), metodyści (ok. 5%) i zielonoświątkowcy (ok. 5%).
Kościół katolicki zrzeszając 9,6% populacji był drugą co do wielkości denominacją po Południowej Konwencji Baptystów. Inne religie to głównie mormoni (1,3%) i świadkowie Jehowy (1,1%). Mniejsze społeczności tworzyli także Kościół Jedności, muzułmanie, żydzi, prawosławni i bahaiści.